# The Air Is Different
The Air Is Different ist ein Jazzalbum von Tomas Fujiwara & The Hook Up. Die 2011 im Systems Two Studio in Brooklyn entstandenen Aufnahmen erschienen 2012 auf 482 Music.

## Hintergrund
The Air is Different ist Fujiwaras Großeltern gewidmet und teilweise von Familienerinnerungen inspiriert. Es ist die zweite Aufnahme von Tomas Fujiwara mit The Hook Up nach Actionspeak (482 Music), ihrem Debüt 2010. Das Ensemble des Schlagzeugers hat sich in der Besetzung seit seiner Gründung 2008 kaum verändert; der Bassist Trevor Dunn besetzte nun die Position von Danton Boller. Der Trompeter Jonathan Finlayson und der Tenorsaxophonist Brian Settles bilden mit der Gitarristin Mary Halvorson, deren damaliges eigenes Quintett über eine identische Instrumentierung verfügte, weiterhin die Frontline.

## Titelliste
- Tomas Fujiwara & The Hook Up: The Air Is Different (482 Music 482-1079)[2]

1. Lineage 	7:47
2. Double Lake, Defined 	3:30
3. For Ours 	5:09
4. Cosmopolitan (Rediscovery) 	6:07
5. Smoke-Breathing Lights 	10:52
6. Postcards 	11:44

- Alle Kompositionen stammen Tomas Fujiwara.

## Rezeption
Mike Shanley schrieb in JazzTimes, was die zweite Veröffentlichung von Hook Up wirklich spannend mache, hänge damit zusammen, wie Fujiwara seine Melodien abrupt abschließt, genau dann, wenn sich die Band so anhört, als würde sie sich langsam in etwas einleben. Dabei lässt er den Hörer innehalten, um darüber nachzudenken, was gerade passiert ist und wie stark es klang.

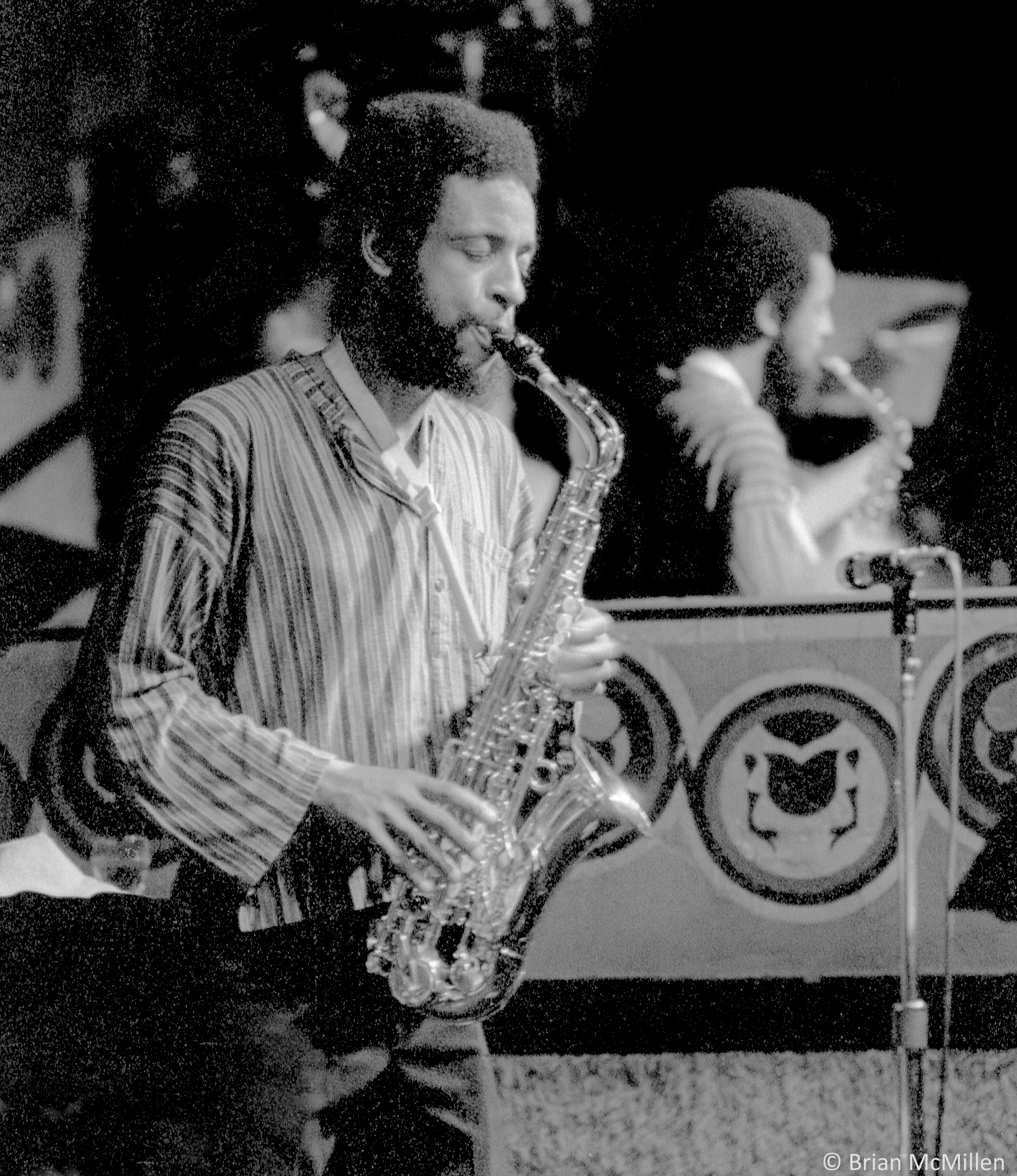
Henry Threadgill im Keystone Korner, San Francisco 1979. Foto: Brian McMillen

Nach Ansicht von Troy Collins, der das Album in All About Jazz rezensierte und mit 4½ Sternen auszeichnete, vereint Fujiwara alles von impressionistischen Akzenten bis hin zu treibenden Polyrhythmen und untermauert das Verfahren mit einer weiträumigen, orchestralen Sensibilität. Er bereitet die Bühne für eine Reihe von Sondierungsausflügen, bei denen strenge Rahmenbedingungen sorgfältig mit uneingeschränkten Improvisationen in Einklang gebracht werden. Selbst während turbulenter Passagen strahle der Mitschnitt einen Hauch meditativer Ruhe aus; die allgegenwärtige Stimmung ist auf den Einfluss von Fujiwaras verstorbenem Großvater zurückzuführen, einem Zen-buddhistischen Priester, wie er in den Liner Notes festgehalten ist. Der gleiche Text beleuchtet Fujiwaras vielfältige Interessen und zitiert die Obertöne einer buddhistischen Glockenschale als Inspiration für die Eröffnung des majestätischen „Lineage“, die Freestyle-Verse des Rappers Talib Kweli, als Grundlage für die kantige Miniatur „Double Lake, Defined“ und die Arbeit von Björk und Henry Threadgill als Quelle für den chamäleonhaften Swinger „For Ours“. Das Stück, das Fujiwaras Mutter gewidmet ist, besteht aus drei getrennten Sätzen, die von einer strengen Einführung und einem üppigen, harmonischen Mittelteil bis zu einem seelenrührenden Finale reichen. The Air is Different sei eine weitere starke Leistung von Fujiwara, resümiert Collins, „dessen Präsenz als aufstrebender Anführer der Szen mit jeder Veröffentlichung an Bedeutung gewinne.“
Ebenfalls in All About Jazz schrieb Robert Bush, Fujiwara sei ein ausgezeichneter Schlagzeuger mit einem ultra-vielschichtigen Ansatz, um die Becken-Dynamik voranzutreiben, aber es seien vor allem seine Kompositionen, die im Mittelpunkt dieser Aufnahme stünden. The Air Is Different seit „voller eindringlicher Melodien, schrulliger Rhythmen und vielgestaltiger Soli.“ Das Album sei wild kreative Musik, die niemals in Unzugänglichkeit verfalle. Wenn man sich frage, wohin der Jazz im neuen Jahrtausend führen könnte, sei dies ein guter Anfang.
Nate Chinen schrieb in The New York Times, Fujiwara verleihe Hook Up, seiner Version eines Postbop-Quintetts, eine einfühlsame und agile Intensität. The Air is Different spiegele seinen Suchtrieb als Komponist wider. Die Flexibilität, die in Fujiwaras Kompositionen stecke, sei ein Segen für seine Bandkollegen; ihre Arbeit an einem Stück namens „Smoke-Breathing Lights“ bringe die produktive Spannung der freien Improvisation gegen einen stabilen Rahmen auf.